# Castletownbere
Castletownbere (ookwel Bearhaven) (Iers: Baile Chaisleáin Bhéarra) is een plaats in het Ierse graafschap Cork, gelegen aan het schiereiland Beara. Hun grootste bron van inkomsten is visserij.

## Omgeving
Direct ten zuiden van Castletownbere ligt het eiland Bear Island. Dit is met de veerpont verbonden met het dorp. Om het dorp ligt een verzameling bergen genaamd de Slieve Miskish Mountains. De hoogste top hiervan is Hungry Hill. In de omgeving van het dorp liggen verschillende historische gebouwen uit verschillende tijdperken. Zo is er een stone cirkel die gebouwd is door druïden. Ten westen van Castletown ligt een ruïne van een middeleeuws fort dat eigendom was van de Gaelische heer O'Sullivan. Dicht in de buurt van dit fort ligt het landhuis van de oude Engelse Puxley familie die het gebied bestuurde in de koloniale periode.